# 圣彼得罗-瓦尔莱米纳
圣彼得罗-瓦尔莱米纳（義大利語：San Pietro Val Lemina）是意大利都灵省的一个市镇。总面积12.43平方公里，人口1476人，人口密度118.7人/平方公里（2009年）。ISTAT代码为001250。